# Clinotanypus aureus
Clinotanypus aureus är en tvåvingeart som beskrevs av Roback 1971. Clinotanypus aureus ingår i släktet Clinotanypus och familjen fjädermyggor. Inga underarter finns listade i Catalogue of Life.